# Proterochampsa
Proterochampsa es un género de proterosúquidos arcosauromorfos que vivieron en el período Triásico superior en lo que ahora es Sudamérica. Sus restos fósiles se han encontrado en la Formación Ischigualasto (Argentina) —P. barrionuevoi— y en el geoparque de Paleorrota (Brasil) —P. nodosa—.